# Копытцево (деревня)
Копы́тцево — деревня в Волоколамском районе Московской области России в составе городского поселения Сычёво. Население — 1 чел. (2010).

## География
Деревня Копытцево расположена на западе Московской области, в восточной части Волоколамского района, примерно в 16 км к юго-востоку от центра города Волоколамска. В 2 км к северу от деревни проходит федеральная автодорога «Балтия» М9.
На территории зарегистрировано садовое товарищество. Ближайшие населённые пункты — село Язвище и посёлок городского типа Сычёво. К югу от деревни — исток реки Ламы (бассейн Иваньковского водохранилища).

## Население
| 1852 | 1859 | 1926 | 2002 | 2006 | 2010 |
| ---- | ---- | ---- | ---- | ---- | ---- |
| 81   | ↗84  | ↘64  | ↘5   | →5   | ↘1   |

## История
В «Списке населённых мест» 1862 года Копытцово — владельческое сельцо 2-го стана Волоколамского уезда Московской губернии по правую сторону почтового Московского тракта (из Волоколамска), в 18 верстах от уездного города, при безымянной речке, с 9 дворами и 84 жителями (41 мужчина, 43 женщины).
По данным на 1890 год входила в состав Аннинской волости Волоколамского уезда, число душ мужского пола составляло 25 человек.
В 1913 году — 9 дворов, имение Короткова.
По материалам Всесоюзной переписи населения 1926 года — деревня Язвищевского сельсовета Аннинской волости, проживало 64 жителя (31 мужчина, 33 женщины), насчитывалось 15 крестьянских хозяйств.
С 1929 года — населённый пункт в составе Волоколамского района Московского округа Московской области. Постановлением ЦИК и СНК от 23 июля 1930 года округа как административно-территориальные единицы были ликвидированы.
1929—1954 гг. — деревня Язвищевского сельсовета Волоколамского района.
1954—1963 гг. — деревня Чисменского сельсовета Волоколамского района.
1963—1965 гг. — деревня Чисменского сельсовета Волоколамского укрупнённого сельского района.
1965—1994 гг. — деревня Чисменского сельсовета Волоколамского района.
В 1994 году Московской областной думой было утверждено положение о местном самоуправлении в Московской области, сельские советы как административно-территориальные единицы были преобразованы в сельские округа.
1994—2006 гг. — деревня Чисменского сельского округа Волоколамского района.
С 2006 года — деревня городского поселения Сычёво Волоколамского муниципального района Московской области.